# Johann Krane

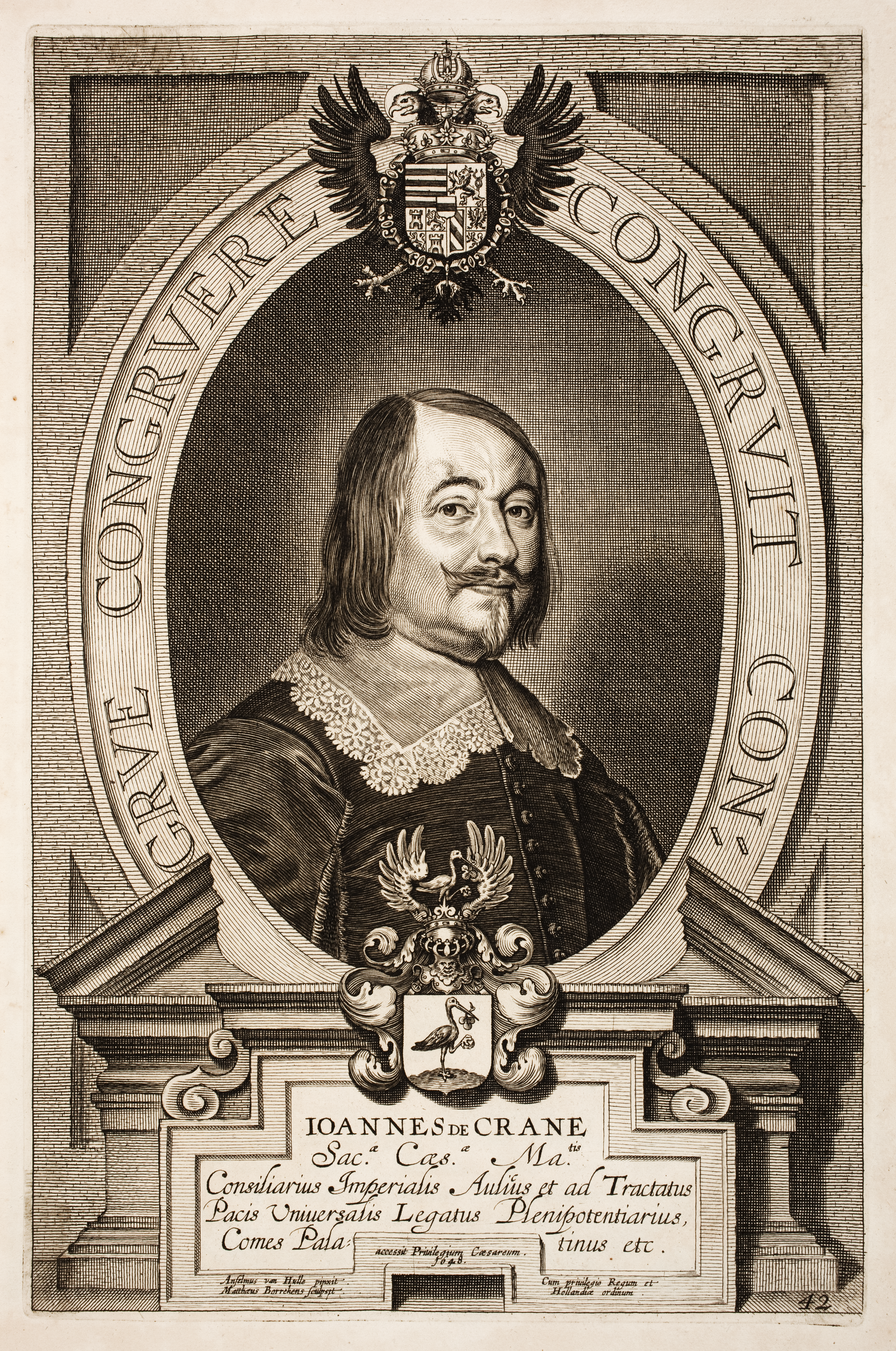
Johann Krane

Johann Krane (* um 1595 in Geseke; † 1673 in Wien) war ab dem Jahr 1633 Reichshofrat des Heiligen Römischen Reiches.

## Leben
Im Auftrag Ferdinands III. nahm Johann Krane an den Vorbereitungen zu den Verhandlungen zum Westfälischen Frieden in Köln und Hamburg teil. Anschließend überbrachte er die Neutralitätsurkunde für die Verhandlungsorte Münster und Osnabrück, mit der die beiden Städte für die Dauer der Verhandlungen von ihren Pflichten dem Kaiser und den Landesherren gegenüber entbunden wurden. Sie wurde am 17. Mai 1643 feierlich in der Ratskammer des münsterschen Rathauses verlesen. In Osnabrück traf er am 4. Juni 1643 ein. Zu seinen weiteren Aufgaben gehörten die Verhandlungen um und Anmietung von Quartieren für die Abgesandten. Als zweiter kaiserlicher Unterhändler neben Graf Johann Maximilian von Lamberg unterzeichnete er in Osnabrück den Friedensvertrag des Heiligen Römischen Reichs mit Schweden.
Für seine Verdienste während der Verhandlungen zum Westfälischen Frieden wurde er im Jahr 1652 von Kaiser Ferdinand III. geadelt. Er blieb auch weiterhin in dessen Diensten und nahm an Deputations- und Reichstagen in Frankfurt sowie in Regensburg teil.